# 伊勢﨑満
伊勢﨑 満（いせさき みつる、1934年 - 2011年8月28日）は、日本の陶芸家。日本伝統工芸会正会員。
代表作に、松岡氏立像（6尺）その10数氏の陶像製作など。

## 陶歴
岡山県和気郡伊部（現：備前市伊部）で出生する。1934年（昭和9年）、備前焼無形文化財作家・伊勢崎陽山の長男として生まれ、父・陽山にその陶技を習得。1959年（昭和34年）3月 岡山大学特設美術科彫塑専攻。1959年（昭和34年）9月以降 日本伝統工芸展連続入選。1962年（昭和37年）4月 現代日本陶芸展入選。1968年（昭和43年）2月 現代陶芸の新世代展出品。その他、1962年（昭和37年）5月備前焼平安時代の古窯を復元、その焼成に成功。1971年（昭和46年）7月 第一回日本陶芸展推薦招待。
2011年8月28日、呼吸不全のため死去。